# Provincia de Pinar del Río
Provincia de Pinar del Río är en provins i Kuba. Den ligger i den västra delen av landet, 170 km sydväst om huvudstaden Havanna. Antalet invånare är 592 851. Arean är 8 885 kvadratkilometer. Provincia de Pinar del Río gränsar till Artemisa.
Terrängen i Provincia de Pinar del Río är platt åt sydväst, men åt nordost är den kuperad.
Provincia de Pinar del Río delas in i:

1. Municipio de Consolación del Sur
2. Municipio de Guane
3. Municipio de La Palma
4. Municipio de Los Palacios
5. Municipio de Mantua
6. Municipio de Minas de Matahambre
7. Municipio de Pinar del Río
8. Municipio de San Juan y Martínez
9. Municipio de San Luis
10. Municipio de Sandino
11. Municipio de Viñales

Följande samhällen finns i Provincia de Pinar del Río:

- Consolación del Sur
- Sandino
- Minas de Matahambre
- Viñales
- Los Palacios
- Guane
- Mantua
- Entronque de Herradura
- San Luis
- La Esperanza
- San Diego de los Baños